# Norrbottenspartiet
Norrbottenspartiet (NBP) var ett svenskt politiskt parti, registrerades hos Valmyndigheten för både riksdagsval och landstingsval till valet 1994. Partiledare var Henry Kallioniemi.

## Historik
1993 hade partiet 239 medlemmar. I partiets stadgar stod att "Norrbottenspartiet ska med utgångspunkt från kvinnors och mäns lika värde verka för att Norrbottens län uppnår mesta möjliga självständighet och att äganderätten till de norrbottniska naturresurserna som fanns i allmän ägo 1 januari 1992 överförs till norrbottningarna." I landstingsvalet fick man 1,1 % av rösterna Norrbottens läns valkrets. I riksdagsvalet gick det sämre. Där fick man 818 röster. På riksdags- och landstingslistan stod förutom Henry Kallioniemi som första namn därefter 2. Gun Bergström 3. Harry Tedestam 4. Christina Snell-Lumio 5. Henrik Lantto. 1997 blev partiet vilande.
Norrbottenspartiet återuppstod till valet 2002. Partiledare blev Lars Törnman.
Partiet bildades gemensamt av Kirunapartiet och Norrbottens sjukvårdsparti för att kandidera i 2002 års riksdagsval, och fick i valet 9,1 procent av rösterna i Norrbottens läns valkrets vilket inte räckte för att få delta i fördelningen av mandat (för detta hade fordrats 12 % av rösterna i en valkrets). Hade partiet fått drygt 12 % hade det i så fall tilldelats ett mandat, som tillfallit Törnman. 
När Norrbottens sjukvårdsparti inledde överläggningar med andra partier i syfte att bilda ett riksomfattande parti (Sjukvårdspartiet), uttalade Lars Törnman 22 oktober 2005 sig i Norrbottenspressen och förvarnade om att han avsåg starta ett nytt landstingspolitiskt parti (Kirunapartiet ställde upp i 2006 års val till Norrbottens läns landstingsfullmäktige). Norrbottenspartiet föreföll därför ha upphört med sin verksamhet. Även om det ännu 2010 fanns registrerat hos Valmyndigheten, så fanns det inte längre registrerat inför valet 2014.